# Silverdale (Waszyngton)
Silverdale – jednostka osadnicza (census-designated place) w hrabstwie Kitsap, w zachodniej części stanu Waszyngton, w Stanach Zjednoczonych, położona na półwyspie Kitsap. Według spisu w 2020 roku liczy 20,7 tys. mieszkańców. Należy do obszaru metropolitalnego Bremerton.